# Odbahňování rybníků

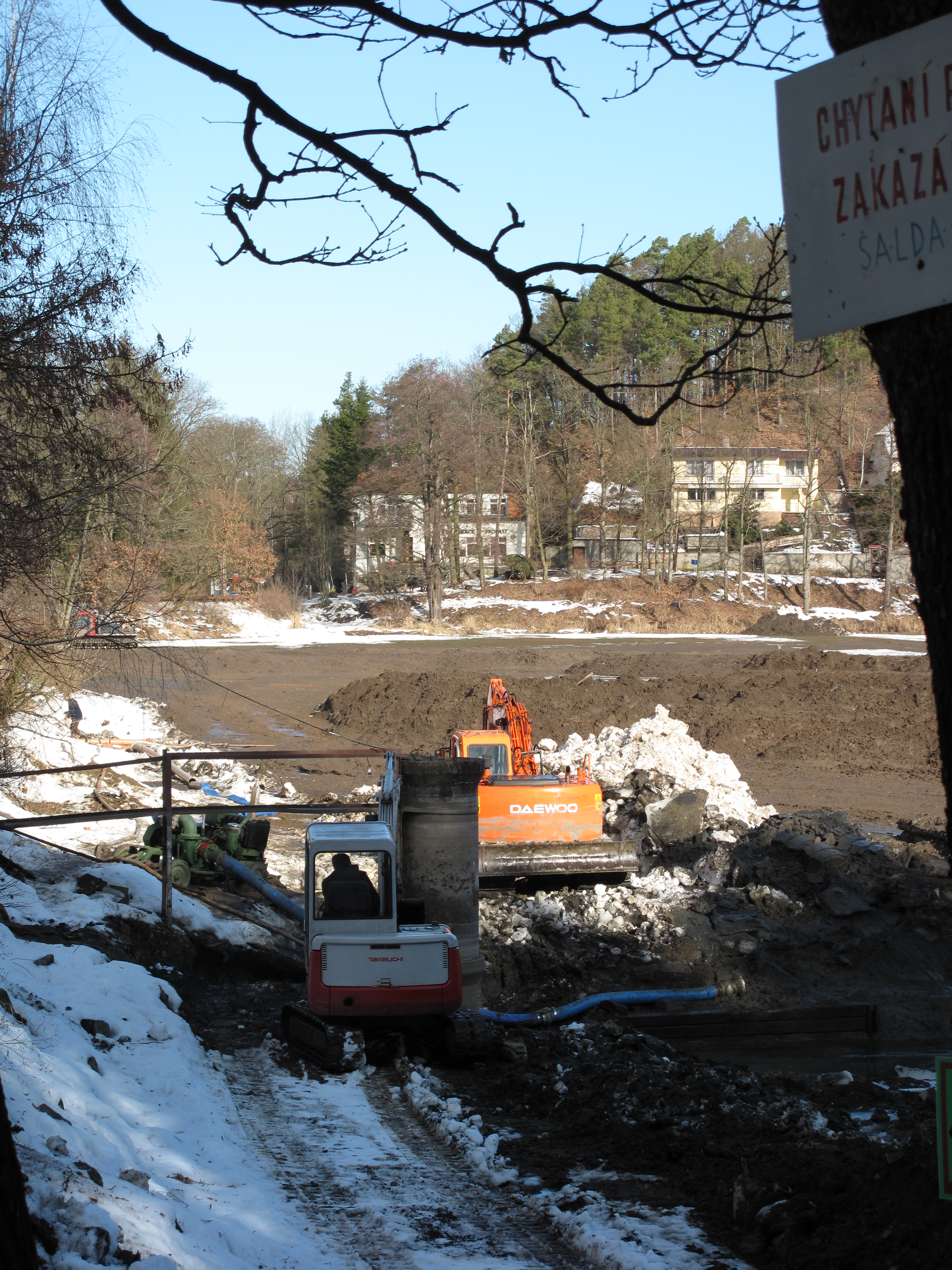
Odbahňování rybníka Propast, Hradec (Stříbrná Skalice)

Odbahňování rybníků je proces, během kterého se odstraňuje přebytečné bahno z rybníka. Zabahněný rybník většinou obsahuje více než 20 cm bahna. Při vysoké vrstvě bahna totiž dochází ke zpomalení provzdušňování aktivního bahna a tak i ke zpomalení uvolňování živin do vody. Tím dochází i ke zhoršení jakosti vody. V nadměrném množství bahna mohou přežívat parazité a zárodky chorob bakteriální, virové či jiné povahy. Dalšími zápory jsou zanášení žaber ryb jemným bahnem a obtížný výlov.
K zabahnění dochází z důvodu menší rychlosti rozkladu než příkonu zbytků. Jedná se především o zbytky rostlin a živočichů, organické a minerální látky, exkrementy ryb a jiných živočichů obývajících rybníky a zbytky krmiv. Zbytky rostlin a živočichů se do vody dostávají z odumřelých částí těchto organizmů přímo v rybníce, větrem nebo splachem. Stejně tak je tomu i u organických a minerálních látek. Zabahnění též způsobuje zabubření.
Odbahňování rybníků je nákladný a technicky náročný proces. Proto se doporučují preventivní opatření. To spočívá zejména ve správném hospodaření v kulturní krajině. Mezi preventivních opatření patří vysekávání porostu přímo rostoucího v rybníce; časté vápnění, zimování a letnění rybníků; budování obvodových stok na odvod kalné přívalové vody; vysazování větrolamů a tvrdé porostové vegetace na březích rybníků a přívodových potoků; zpevňování bahna kořeny při letnění. Jako nevhodné se ukazují nemeandrující stoky, svedené přímo do rybníka, nebo sklon polí umožňující splach vodní erozí.

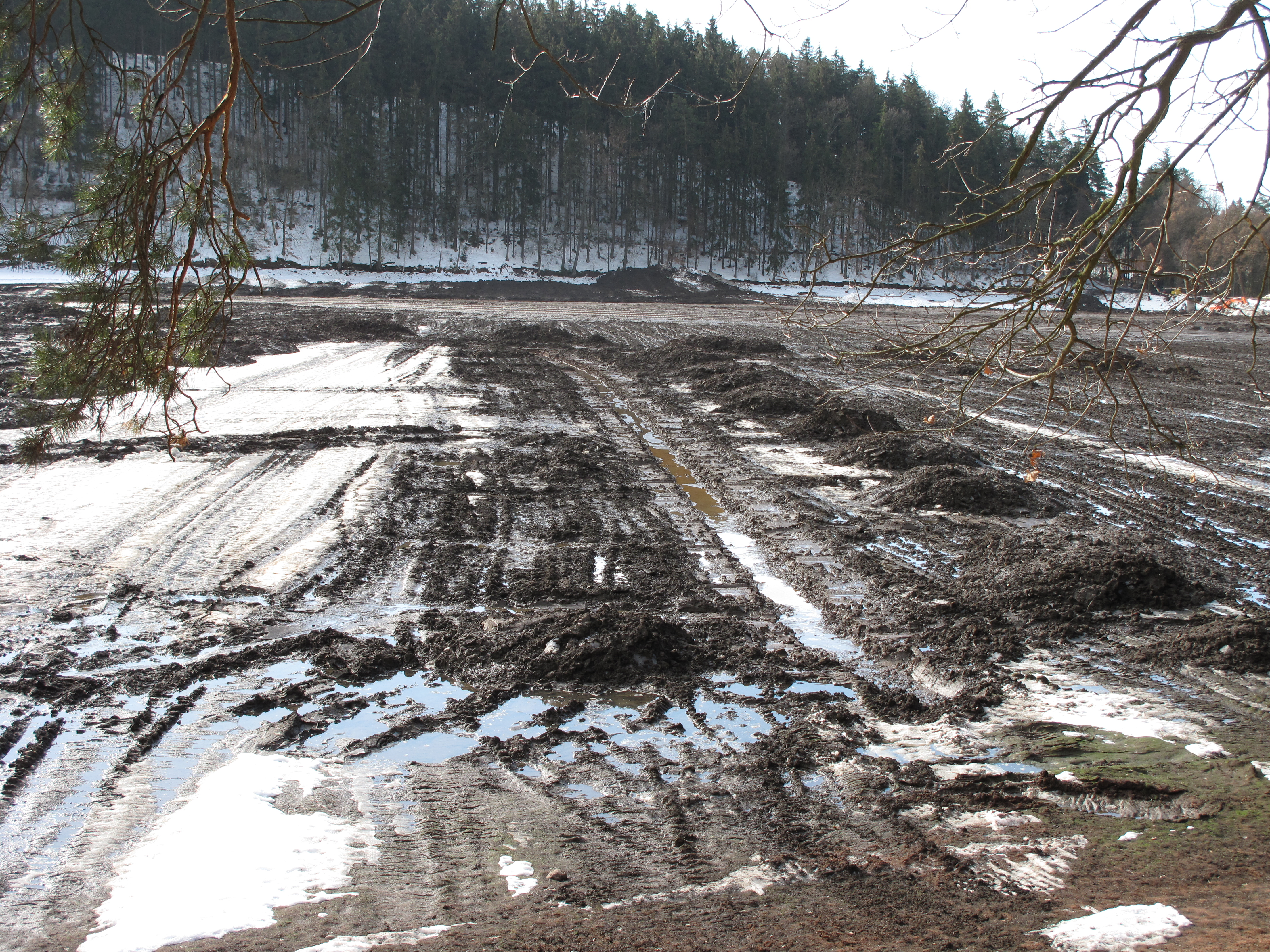
Vytvoření odtokových rýh při odbahňování rybníka

Samotné odbahňování je buďto částečné, nebo celkové. Pří částečném odbahňování dochází k odstranění nadměrné vrstvy bahna v lovišti a hlubších částí rybníka. Při celkovém dochází naopak k odbahnění v převážné části dna. Odbahňuje se během letnění či zimování. Nejprve je nutno rybník vypustit a vystokovat, tak aby došlo k odvodnění a vysušení všech částí, kde má dojít k odbahnění. Odbahňuje se buď vyvážením, nebo vyhrnováním. V obou případech musí zůstat 10cm neporušená vrstva bahna. Vyváží se tak, že nakladač umístěný na břehu, hrázi či dně nakládá bahno na pásový dopravník, nákladní auto či valník a to je poté odváženo na deponii. Pokud není dno dostatečně pevné, zpevňuje se položením betonových desek či dřevěných trámů apod. Při vyhrnování, které se uplatňuje hlavně při celkovém odbahnění se používají buldozery, plantery a skrejpry. Podmínkou je dostatečně vysušené a tvrdé dno. V případě měkkého dna je možné použít vlečnou lopatu zavěšenou na vlečném laně. Na jedné straně je umístěn naviják a na druhém buldozer. Lopata je přitahována k buldozeru a zároveň svou vahou odkrajuje určitou vrstvu bahna a hrne ji před sebou, až ji vyhrne na břeh nebo korbu. Zpětně je pak zatažena navijákem umístěným na protilehlé straně. Použití tažné lopaty je značně technicky náročné a v mnoha případech nerealizovatelné. V případě nasazení bagrů, planterů a skrejprů dochází ke stejnému principu hrnutí a odkrajování. Není tedy možno užívat tyto operace tam, kde by docházelo k hrnutí na velkou vzdálenost.

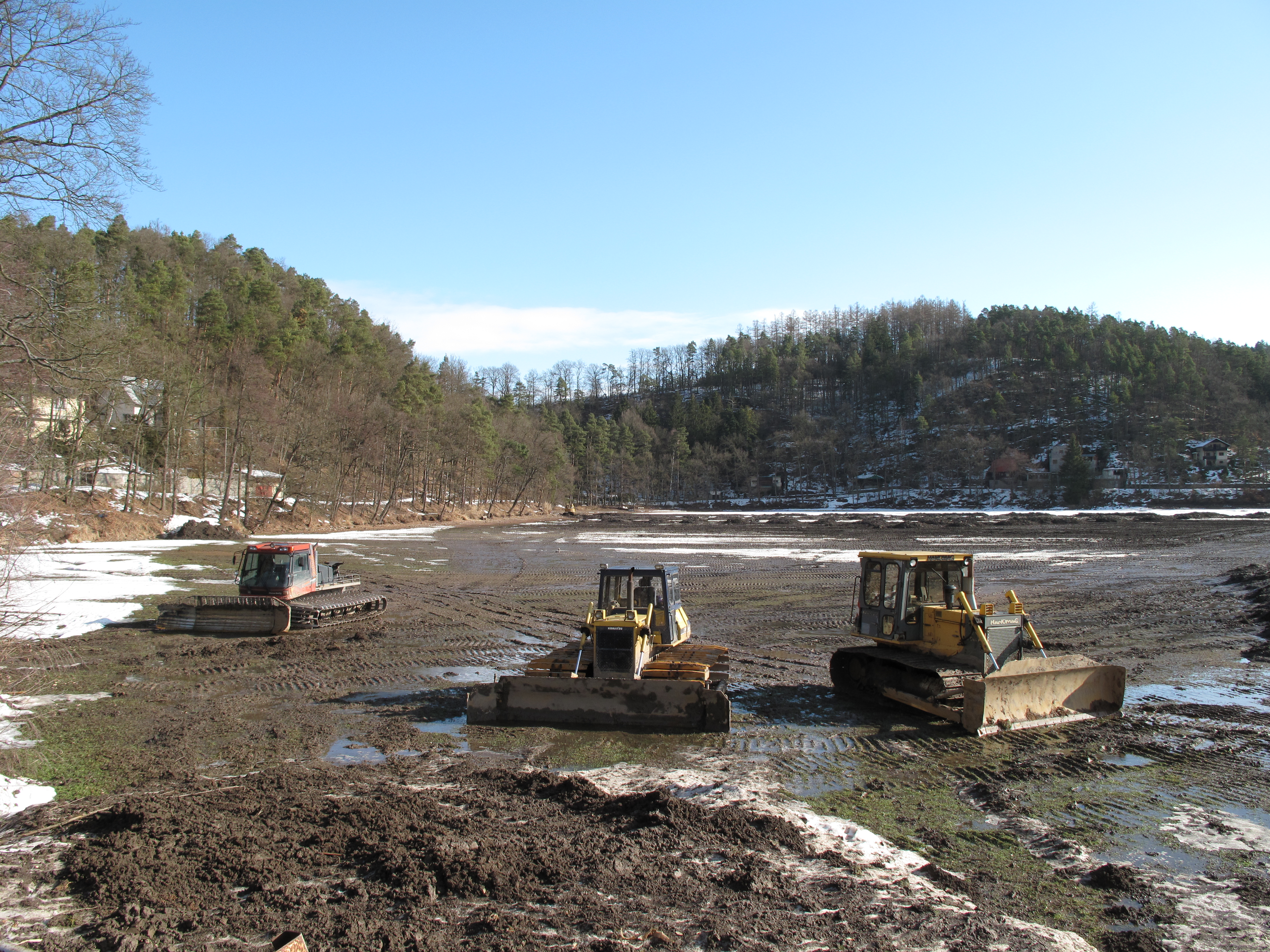
Buldozery na odbahnění rybníka Propast, Hradec (Stříbrná Skalice)

Po odbahnění těžkou technikou dochází k prokypření a provápnění zbylé vrstvy.
Hloubkové nerovnosti v rybníku se zasypou materiálem, který vzniká čištěním stok a koryt potoků. Následně jsou uváleny válci, či udusány. Ve dně rybníka by neměly být prohlubně zasahující pod úroveň výpusti – nešlo by pak rybník zcela vypustit.
Úrodná vrstva bahna (aktivní bahno) se doplňuje buďto kompostem nebo bahnem vybraným z loviště, které je promrzlé a provápněné. Klade se vrstva o síle 5–10 cm.
V oblastech, kde je nedostupná těžká technika, se odbahňuje pomocí tažných zvířat, či ručně. Stejně tak je tomu i v případě malých rybníčků na zahradách.
Přebytečné bahno se ukládá na březích, odváží na deponii, nebo se s ním vyrovnává a upravuje dno vlastního rybníka. Využití takto vytěženého bahna např. v rostlinné výrobě brání v ČR zákon o odpadech, který chápe tento materiál jako odpad. Proto je účelné využití administrativně a finančně velmi náročné.